# 二级亲属
二级亲属是指一個人的叔叔、阿姨、侄子、侄女、祖父母、外祖父母、孫兒、同父异母的兄弟姐妹等親屬。這些人25%的基因與自己相同。